# 185561 Miquelsiquier
185561 Miquelsiquier è un asteroide della fascia principale. Scoperto nel 2008, presenta un'orbita caratterizzata da un semiasse maggiore pari a 3,1165388 au e da un'eccentricità di 0,1734529, inclinata di 10,30281° rispetto all'eclittica.